# Andrea Mascaretti
Andrea Mascaretti (Milano, 14 aprile 1965) è un politico italiano.

## Biografia
Nato a Milano, si laurea in Ingegneria aerospaziale presso il Politecnico di Milano. Successivamente ottiene una seconda laurea in Relazioni internazionali. Dal 2003 è giornalista pubblicista. 
Imprenditore, prima nel settore edile e poi in quello della comunicazione, è stato anche direttore generale di un’agenzia di sviluppo. È consigliere della Fondazione Italia USA.

## Attività politica
Con la discesa in campo nella politica di Silvio Berlusconi aderisce a Forza Italia, andando a fondare nel 1996 la sua organizzazione giovanile Forza Italia Giovani, partito con il quale rimane affiliato fino al 2019.
Alle elezioni amministrative del 2001 si candida al consiglio comunale di Milano, tra le liste di Forza Italia a sostegno del candidato sindaco del centro-destra Gabriele Albertini, venendo eletto consigliere comunale e andando a presiedere la Commissione consiliare personale, educazione, lavoro ed occupazione sotto l'amministrazione Albertini.
Alle amministrative del 2006 viene confermato al consiglio comunale di Milano e, successivamente, nominato assessore alle politiche del lavoro e dell’occupazione nella giunta comunale di centro-destra guidata da Letizia Moratti.
Nel 2009 aderisce alla confluenza di Forza Italia nel Popolo della Libertà (PdL), con cui alle tornata amministrativa del 2011 viene riconfermato consigliere comunale.
Nel 2019 rientra nel Consiglio comunale. Il 2 agosto 2019 annuncia il suo ingresso in Fratelli d'Italia in una conferenza stampa con Giorgia Meloni a Palazzo Marino. Viene rieletto alle elezioni del 2021 nelle liste di Fratelli d'Italia e, nella stessa consiliatura, viene eletto Vice Presidente del Consiglio Comunale di Milano.
Alle elezioni politiche anticipate del 2022 viene candidato alla Camera dei deputati, tra le liste di Fratelli d'Italia nel collegio plurinominale Lombardia 2 - 01, risultando eletto deputato. Conseguentemente, nel maggio 2023, annuncia le proprie dimissioni dal consiglio comunale di Milano.
Nella XIX legislatura è componente della 5ª Commissione Bilancio, tesoro e programmazione e, in sostituzione della viceministra del lavoro e delle politiche sociali nel governo Meloni Maria Teresa Bellucci, della 11ª Commissione Lavoro pubblico e privato, presidente dell'intergruppo parlamentare dei giornalisti dell’intergruppo parlamentare sulla space economy. Il 20 settembre 2023 viene eletto vicepresidente della Commissione parlamentare per l'attuazione del federalismo fiscale.
È presidente dell'intergruppo parlamentare sulla Space Economy.